# Twin Lakes Fire Tool Cache
 (juin 2020).
La Twin Lakes Fire Tool Cache est une cabane du comté de Shasta, en Californie, dans l'ouest des États-Unis. Protégée au sein du parc national volcanique de Lassen, elle a été construite en 1935 dans le style rustique du National Park Service pour servir d'entrepôt à du matériel de lutte contre l'incendie. Reconvertie en une station de rangers connue sous le nom de Twin Lakes Patrol Cabin à compter de 1950, elle est inscrite au Registre national des lieux historiques depuis le 25 octobre 2016.